# Kaukasus (gebergte)
De Kaukasus (Russisch: Кавказ; Kavkaz, Georgisch: კავკასიონი; Kavkasioni, Azerbeidzjaans: Qafqaz, Armeens: Փոքր Կովկաս) is een hooggebergte in Eurazië tussen de Zwarte Zee en de Kaspische Zee in het gelijknamige gebied. Het gebergte wordt gezien als de grens tussen het uiterste zuidoosten van Europa en het westen van Azië.
Het gebergte strekt zich uit van het schiereiland Taman bij de Zwarte Zee tot het schiereiland Apsjeron bij de Kaspische Zee. De Kaukasus bestaat uit twee bergketens:
- de hoge Grote Kaukasus
- de wat minder hoge Kleine Kaukasus

De Grote Kaukasus strekt zich in oostzuidoostelijke richting uit van het natuurreservaat de Westelijke Kaukasus bij het Russische Sotsji aan de noordoostelijke kust van de Zwarte Zee tot iets voor de Azerbeidzjaanse stad Bakoe aan de Kaspische Zee. In deze bergketen bevindt zich ook de Elbroes, met zijn 5642 meter de hoogste berg van Europa.
De Kleine Kaukasus loopt ongeveer 100 kilometer zuidelijker, parallel aan de Grote Kaukasus. De Kleine Kaukasus kent in tegenstelling niet een lange hoofdkam, maar bestaat uit verschillende gebergtes. De belangrijkste zijn onder meer het Meschetigebergte, Trialetigebergte, Samsarigebergte, Dzjavachetigebergte en anderen. De hoogste piek van de Kleine Kaukasus is de Aragats met 4095 meter. 
Het Lichigebergte, dat het Laagland van Colchis scheidt van het Laagland van Kartli, verbindt de Grote en Kleine Kaukasus met elkaar. Een andere bekende berg in de Kaukasus is de Ararat waar volgens de religieuze overlevering de Ark van Noach landde. Volgens sommige legenden zouden er Amazonen hebben gewoond.
De naam Kaukasus wordt in ruimere zin ook gebruikt als synoniem van Kaukasië, het gebied aan weerszijden van het gebergte. Dit is onderverdeeld in Ciskaukasië ten noorden van Grote Kaukasus gebergte en Transkaukasië ten zuiden ervan.